# Samsung Galaxy Z Flip 4
Samsung Galaxy Z Flip 4 (стилізовано як Samsung Galaxy Z Flip4, на деяких територіях, в тому числі й в Україні, продається під назвою Samsung Galaxy Flip 4) — смартфон зі складаним дисплеєм із серії Samsung Galaxy Z. Цей пристрій було анонсовано в серпні 2022 року з випуском пізніше цього місяця або на початку вересня.